# Burzjanskij rajon
Il Burzjanskij rajon (in russo Бурзянский район?) è un municipal'nyj rajon della Repubblica della Baschiria, nella Russia europea.